# Isla Saona
Isla Saona är en ö i Dominikanska republiken.   Den ligger i provinsen La Romana, i den östra delen av landet, 140 km öster om huvudstaden Santo Domingo. Arean är 110 kvadratkilometer.
Terrängen på Isla Saona är mycket platt. Öns högsta punkt är 34 meter över havet. Den sträcker sig 9,8 kilometer i nord-sydlig riktning, och 22,8 kilometer i öst-västlig riktning.